# Генкель, Карл Фридрих
Карл Фридрих Генкель (нем. Karl Friedrich Henckell; 1864—1929) — немецкий писатель

, поэт-натуралист и литературный критик; в восьмидесятых годах XIX века играл выдающуюся роль в литературном движении; соратник братьев Юлиуса и Генриха Гарт. Брат Густава Генкеля (1859—1942) — соучредителя консервного завода «Hero».

## Биография
Карл Генкель родился 17 апреля 1864 года в городе Ганновере в семье фермера и бизнесмена Арнольда Генриха Генкеля (нем. Arnold Heinrich Henckell) и Берты Элизы Огюсты (нем. Bertha Elise Auguste), дочери Карла Франца Теодора Пидерита (нем. Carl Franz Theodor Piderit; 1789–1848).
Изучал философию, филологию и экономику в университетах Берлина, Гейдельберга, Лейпцига, Мюнхена и Цюриха, поддерживая тесные контакты с Майклом Георгом Конрадом, Мартином Грейфом, Германом Конради, Отто Эрихом Хартлебеном, Джоном Генри Маккеем, Германом Зендельбахом, Адольфом Бартелсом, Питером Хилле и другими литераторами.
Цюрих был единственным местом публикации социально-критических сборников стихов Хенкеля, которые выходили с 1885 по 1890 годы, пока Хенкель не смог выпустить следующий сборник «Trutznachtigall» в Лейпциге.
Временами Генкель подолгу жил в Милане, затем в Вене, Брюсселе, а с 1890 года вновь в Цюрихе; в 1889 году он получил швейцарское гражданство.

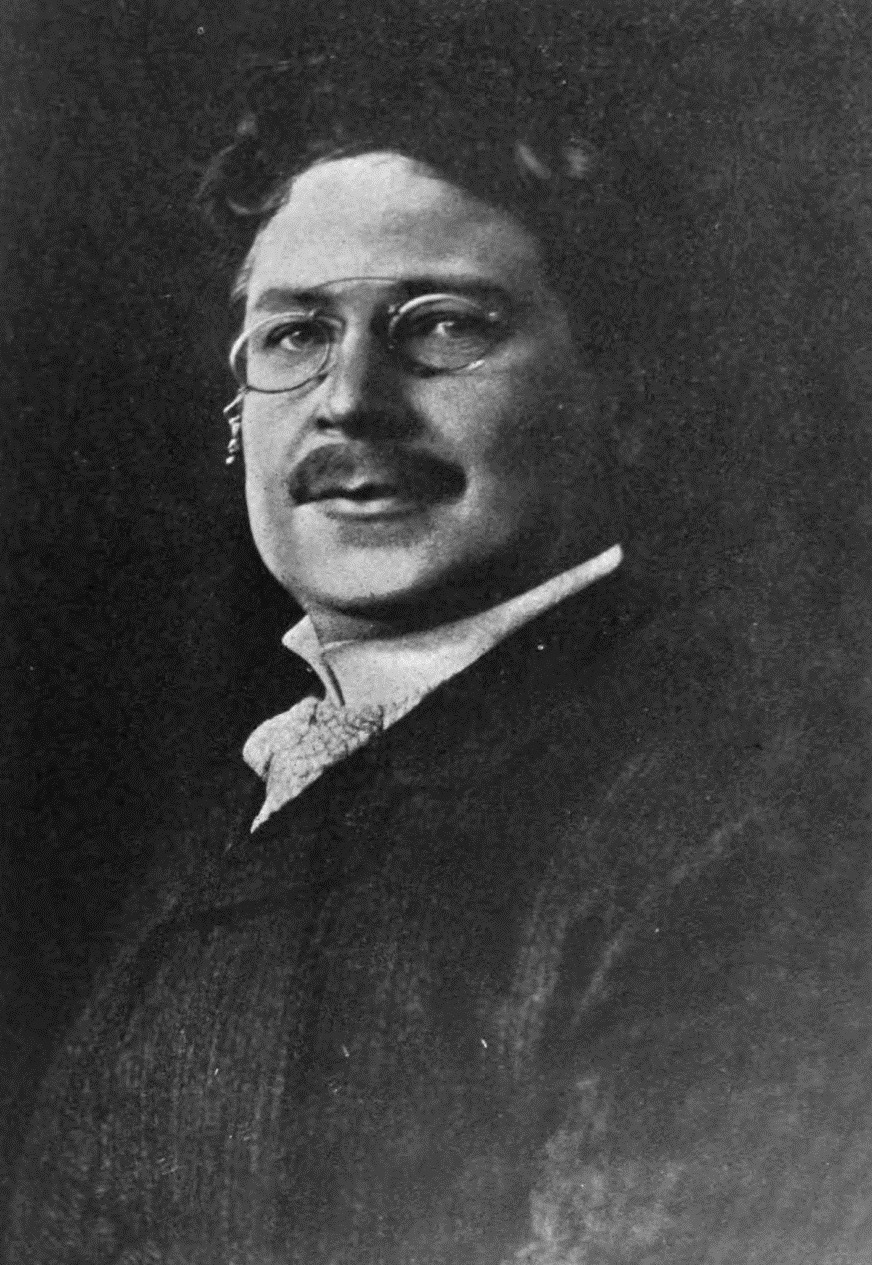
Карл Генкель (ок. 1913)

В 1895 году Карл Фридрих Генкель стал издателем и книготорговцем в Цюрихе и в 1896 году опубликовал в своем издательстве сборник стихов швейцарской поэтессы Гертруды Пфандер под заглавием «Пассифлорен» (нем. Passifloren).
В 1897 году К. Генкель женился на Анни Хааф-Халлер (нем. Anny Haaf-Haller), сестра которой Анна Берта Хааф (нем. Anna Bertha Haaf) с 1883 года  была супругой швейцарского историка Густава Тоблера.
В 1902 году Генкель переехал в Шарлоттенбург (район Берлина), в 1908 году - в Мюнхен, а затем в Мури близ Берна.
В своей лирике Генкель, удачно продолжая традиции поэтов — певцов свободы, рисует жизнь пролетариата, его каждодневную борьбу («Die Näherinam Erker» — Швея на балконе), его политическую борьбу («Stricke» — Веревки); в таких произведениях, как «Cale», «Sozialreform» (Социальная реформа), Генкель противопоставляет всему этому картину буржуазного мира, а в «Те deum» (Тебе, бога, хвалим) разоблачает лживость ура-патриотизма. В его произведения иногда прослеживается и призыв к классовой борьбе. В 1921—1923 гг. был отдельно издан пятитомник его сочинений.
Карл Фридрих Генкель скончался 30 июля 1929 года в Линдау; на поминальной службе в Констанце, по предсмертной просьбе покойного, мангеймский писатель Фриц Друп произнёс прощальную речь.
Одна из улиц (нем. Henckellgasse) в венском районе Пенцинг носит имя Генкеля.